# Gyrtona scotioides
Gyrtona scotioides là một loài bướm đêm trong họ Noctuidae.